# Porte Châtel

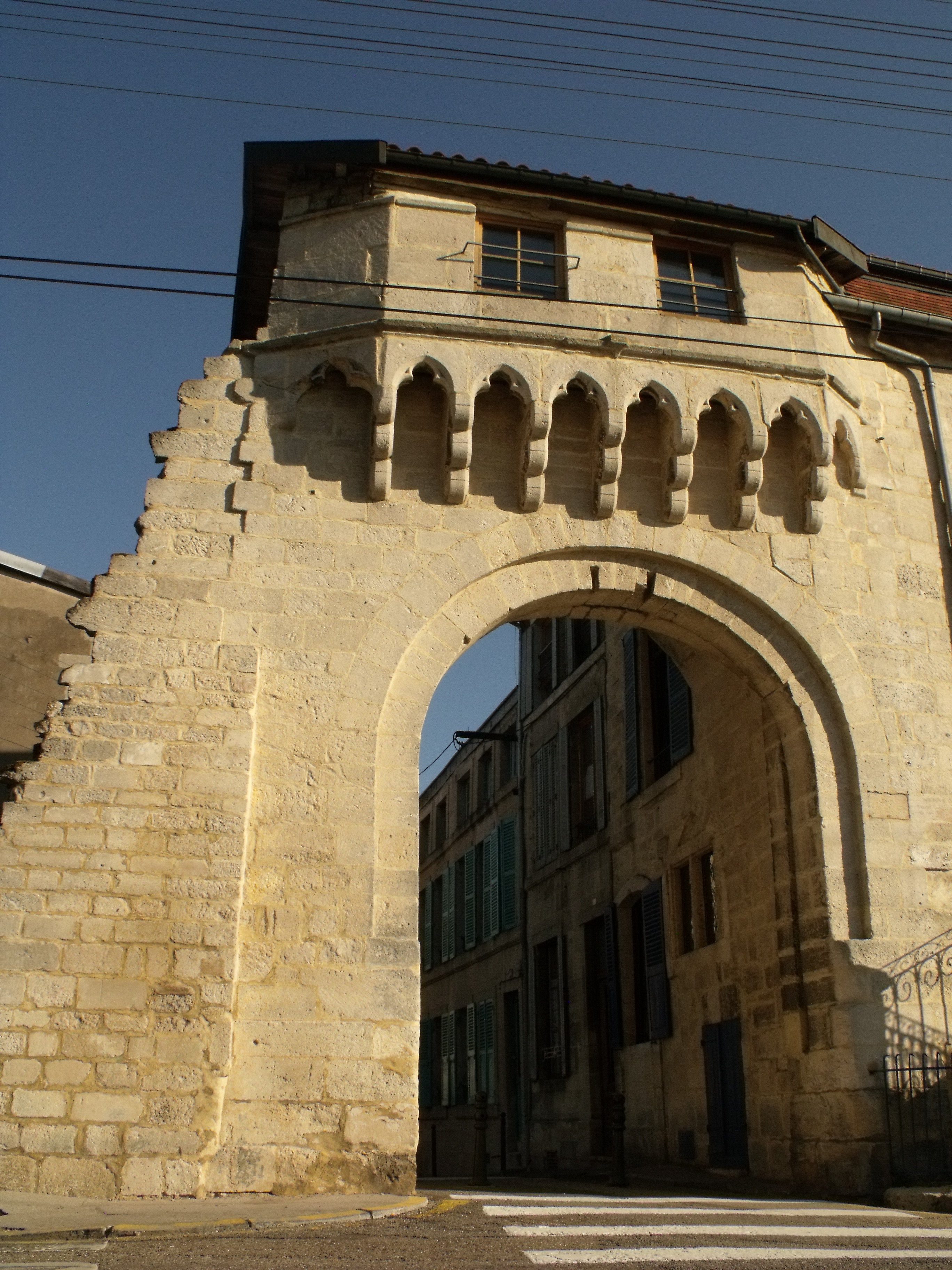
Buitenzijde van de Porte Châtel

De Porte Châtel is een 12e-eeuwse stadspoort in de Franse stad Verdun (Meuse). Ze is de oudst bewaarde poort van de stad en vormde een onderdeel van de stadsmuur rond de bovenstad van Verdun.
De poort werd vroeger ook Porte Champenoise genoemd en gaf uit op de weg naar de Mont Saint-Vanne en de daar gelegen Abdij Saint-Vanne. Zo was ze eeuwenlang de voornaamste stadspoort van de bovenstad, de Châtel. Defensieve elementen zoals schietgaten en mezekouwen zijn bewaard gebleven. Deze laatste elementen van de bovenbouw van de poort zijn 14e-eeuws. De poort is bewaard met een klein deel van de aangebouwde stadsmuur. Pas na 1918 werden de gebouwen aan een zijde van de poort afgebroken om het autoverkeer doorgang te verlenen.
De poort werd beschermd als historisch monument op 24 januari 1927.